# Stellan Westerdahl
Stellan Åke Westerdahl (ur. 10 listopada 1935 w Göteborgu, zm. 27 sierpnia 2018 tamże) – szwedzki żeglarz sportowy. Srebrny medalista olimpijski z Monachium.
Zawody w 1972 były jego jedynymi igrzyskami – zajął drugie miejsce w klasie Star. Partnerował mu Pelle Petterson.